# Cléber Santana
Cléber Santana (født 27. juni 1981, død 28. november 2016) var en brasiliansk fodboldspiller.
Han var sammen med fodboldholdet Chapecoense ombord på LaMia Airlines Flight 2933, der styrtede ned i Colombia, hvorved han og de øvrige spillere omkom. 